# Waterstofperchloraat
Waterstofperchloraat of perchloorzuur (HClO4) is een sterk zuur in water. Het behoort tot de groep der halogeenzuurstofzuren. Waterstofperchloraat wordt doorgaans verkocht en gebruikt als oplossing in water.

## Synthese
Waterstofperchloraat kan bereid worden door reactie van natriumperchloraat met zwavelzuur:
{\displaystyle {\ce {NaClO4 + H2SO4 -> NaHSO4 + HClO4}}}

## Toepassingen

### Pyrotechniek
De zouten van dit zuur (perchloraten) zijn sterke oxidatoren, en worden onder andere gebruikt in de pyrotechniek.
Perchloraten zijn veiliger en stabieler dan chloraten: zo levert het mengen van zwavel en een chloraatzout potentieel gevaarlijke situaties op (namelijk een spontane ontbranding), wat bij zwavel en een perchloraat nooit kan gebeuren.

### Laboratorium

#### Oxidator
In het laboratorium wordt perchloorzuur als oxidator toegepast. De sterkte van perchloorzuur als oxidator hangt samen met de pH van de oplossing. Hoe lager de pH, hoe sterker het oxiderend vermogen.

#### Zuur
In waterig milieu wordt perchloorzuur toegepast bij het ontsluiten van slecht oplosbare monsters. In watervrije oplossingen - bijvoorbeeld azijnzuur - kan perchloorzuur als zure titrant gebruikt worden.